# Via Tuscolana

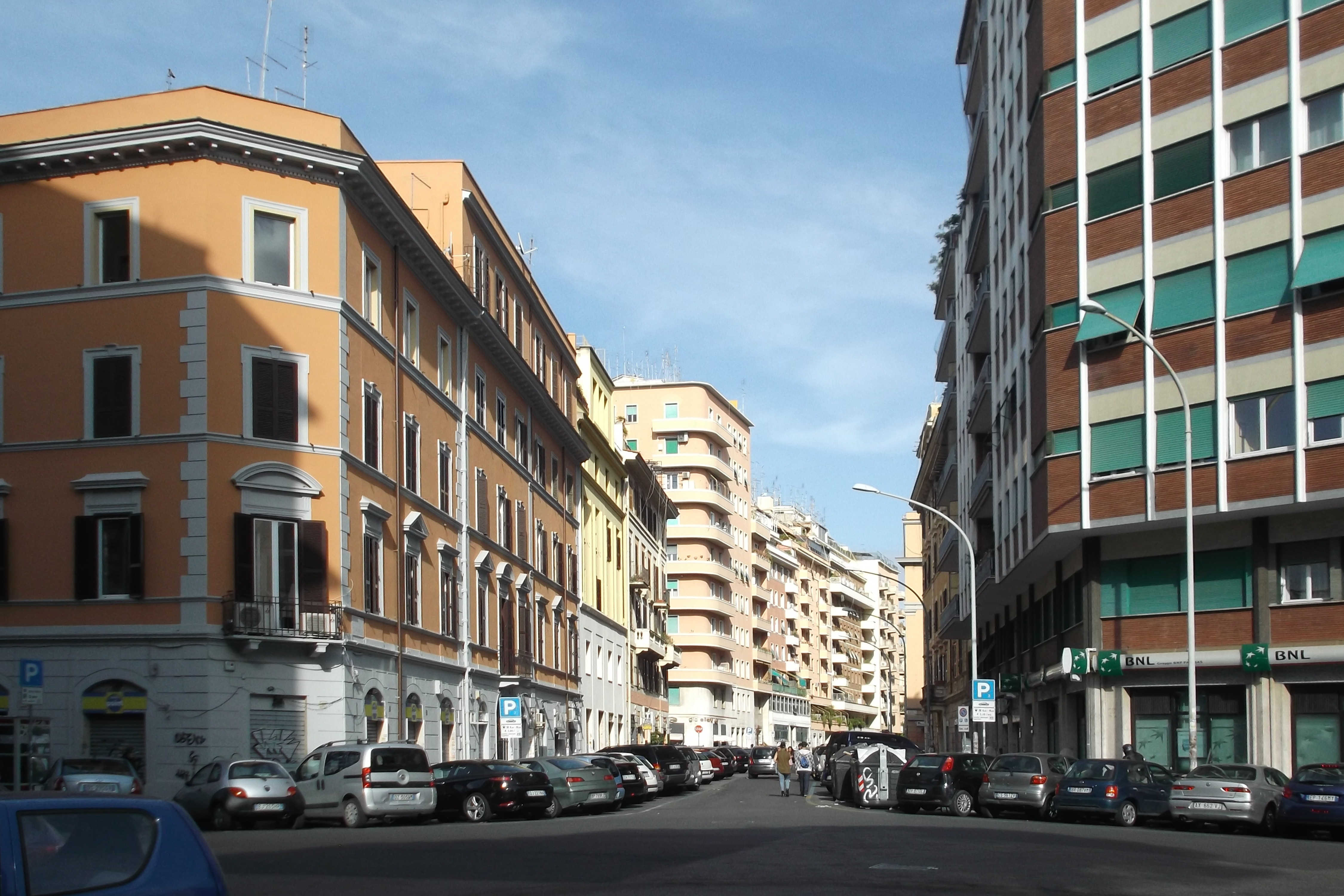
L'inizio dell'attuale via Tuscolana a piazza Sulmona a Roma

Via Tuscolana è una strada medievale che collegava Roma a Tuscolo (odierne Frascati e Grottaferrata).
Il suo tracciato originale partiva da porta San Giovanni e si affiancava al percorso della romana via Appia, la quale raggiungeva le località dei Castelli più a sud (Ariccia e Albano).

## Percorso
L'acquedotto dell'Acqua Felice (1586) scavalca la strada con un arco dedicato al papa che aveva fatto realizzare l'opera, Sisto V, conosciuto come Porta Furba. Presso l'arco il papa fece anche costruire una fontana per i viaggiatori, ricostruita nel 1723 da papa Clemente XII.
La strada moderna, che parte da piazza Sulmona e arriva ancora fino a Contrada Macere di Artena, passando per Frascati, dà il nome al quartiere Tuscolano, nel quadrante sud-orientale della città, tra l'Alberone ed il Quadraro (la restante parte della via Tuscolana all'interno di Roma rientra nel quartiere di Don Bosco).
Fino al 2001 veniva classificata come SS215 Via Tuscolana mentre oggi è gestita dalla Provincia di Roma mantenendo però la vecchia numerazione SP215.

## Trasporti
La linea A della metropolitana segue, da Arco di Travertino fino ad Anagnina, il percorso della via Tuscolana.
Fra il 1906 e il 1963 la sezione fino a Grottaferrata integrò il binario delle tranvie dei Castelli Romani.